# Castellonet de la Conquesta
Castellonet de la Conquesta – gmina w Hiszpanii, w prowincji Walencja, we wspólnocie autonomicznej Walencja, o powierzchni 5,43 km². W 2011 roku liczyła 169 mieszkańców.